# Radio SRF Musikwelle
Radio SRF Musikwelle est une station de radio publique germanophone diffusée par Schweizer Radio und Fernsehen en Suisse. Contrairement aux trois chaînes phares de la radio alémanique, Radio SRF Musikwelle est, tout comme Radio SRF Virus, produite non pas à Bâle, mais à Zurich.

## Histoire
En 1996, une nouvelle station radiophonique est lancée sous le nom Musigwälle 531. Le chiffre 531 présent faisant référence à sa fréquence hertzienne.
En 2005, elle est renommée DRS Musigwälle puis deux ans plus tard, en DRS Musikwelle.
Le 29 décembre 2008, elle coupe définitivement sa diffusion en onde moyenne via l'émetteur de Beromünster (situé dans le canton de Lucerne).
À la suite de la fusion en 2011 des groupes publics télévisuel Schweizer Fernsehen et radiophonique Schweizer Radio DRS, DRS Musikwelle devient Radio SRF Musikwelle à partir du 16 décembre 2012.

## Identité visuelle

### Logos

Ancien logo de DRS Musikwelle de 2007 à 2012
Logo de Radio SRF Musikwelle du 16 décembre 2012 à 2020
Logo de Radio SRF Musikwelle depuis 2020

## Programme
Elle diffuse un programme composé principalement de musique populaire traditionnelle, musique suisse folklorique alpestre et du Schlager avec un bulletin d'information toutes les heures. Elle diffuse également des comédies musicales et des opérettes. 
Le programme de Radio SRF 1 est parfois repris temporairement.

## Diffusion
DRS Musikwelle était d'abord diffusée par l'émetteur national du Beromünster. Elle était donc captable jusque dans le sud de l'Allemagne. Dès le 28 décembre 2008, Swisscom la reprend dans son offre de base. À ce moment, elle change de nom et passe de « Musigwälle 531 » à DRS Musikwelle.
Elle est également diffusée par DAB, par câble et en analogique.